# Думбръвени
Думбръвени (на румънски: Dumbrăveni) е село-център на най-слабо населената селска община в окръг Констанца в Северна Добруджа, Румъния.

## География
Селото разположено само на 1 км от границата с България и на 70 км югозападно от окръжния център Констанца. Кметството включва две села:
- Думбръвени (исторически наименования: Hairanchioi, на турски: Hayranköy);
- Фурника (Şchender, историческо наименование: İskender);

В общината попада част от геоложкия и ботанически природен резерват Геоложки масив Кея.

## Забележителности

### Думбръвенски манастир
Местният манастир е посветен на Дева Мария и Св Емилиян от Дуросторум и е под юрисдикцията на епархията в Томи. Манастирът е разположен на място с древна монашеска традиция, където е идентифицирана раннохристиянска обител от византийския период IV-VI век. Счита се за най-стария действащ манастир в Румъния. Освещаването на обновителните работи в молдовски архитектурен стил е проведено на 13 септември 2009. Думбравенският манастир пази мощи на Свети Константин и Елена, на Свети Антоний Нови (17 януари) и Света Петка Римлянка (26 юли), дарени от манастира Кика в Кипър през 2008 година.

## Демография
Общината има следната демографска структура:
|  |  |  |

|  |  |  |